# Marinus (photographe)
 (mars 2009).
Si vous disposez d'ouvrages ou d'articles de référence ou si vous connaissez des sites web de qualité traitant du thème abordé ici, merci de compléter l'article en donnant les références utiles à sa vérifiabilité et en les liant à la section « Notes et références ».
Pour les articles homonymes, voir Marinus.
Marinis Jacob Kjeldgaard dit Marinus est un photographe et journaliste danois né à Copenhague le 4 septembre 1884 et mort à Créteil le 6 février 1964.

## Biographie
Émigré à Paris dès 1909, Marinus est surtout connu pour avoir illustré par ses photomontages satiriques l'hebdomadaire politique et littéraire Marianne, entre 1933 et 1940. Son travail s'inscrit dans la lignée d'un John Heartfield.
Marinus s'inspire des chefs-d'œuvre de la peinture (Léonard de Vinci, Breughel, Delacroix, Rodin...) et du cinéma (King Kong, Ben Hur...) pour mettre en scène dans des postures cocasses les va-t-en-guerre et les leaders politiques de l'époque. Les cibles privilégiées de ses photomontages sont : Hitler et Staline. On y croise aussi Mussolini, Goering, Goebbels, Roosevelt, Chamberlain, Daladier...
L'historien de la photographie Gunner Byskov le considère comme l'une des voix antifascistes les plus percutantes de la France des années 1930. Son œuvre n'est pas dans le domaine public avant 2035.

## Collections, expositions
- Musée de la Résistance et de la Déportation de l'Isère du 15 juin au 21 octobre 2019[3].